# Nobuharu Asahara
Pour les articles homonymes, voir Asahara.
Nobuharu Asahara (né le 21 juin 1972 à Kobe) est un athlète japonais, spécialiste du sprint. Il mesure 1,79 m pour 73 kg. Son club est le Salamander Kornwestheim.

## Carrière
Il a notamment battu à deux reprises le record d'Asie du 4 × 100 m avec une équipe composée de Naoki Tsukahara, Shingo Suetsugu, Shinji Takahira et Nobuharu Asahara, pour le porter à 38 s 03 à Ōsaka, le 1er septembre 2007.
En 2008, à 36 ans, il remporte la médaille d'argent des Jeux olympiques de Pékin sur le relais 4 x 100 m.

## Performances
- 60 m en salle : 	6 s 55 	NR 	2. 	Sindelfingen	1 Mar 1997
- 100 m :	10 s 02 	 	(2,0) 	3. 	Bislett	Oslo	13 Jul 2001
- 200 m : 20 s 39 	 	(0,9) 	2rB 	Weltk	Stuttgart	13 Jul 1997
- saut en longueur : 8,13 m à Manille en 1993

## Palmarès
- Championnats asiatiques de 1997 :
  -  Médaille d'or
- Championnats du monde d'athlétisme de 2007 à Osaka (Japon) :
  - éliminé en demi-finale sur 100 m
  - 3e sur 4 × 100 m (demi-finale) en 38 s 21, record d'Asie.
  - 5e sur 4 × 100 m (finale) en 38 s 03, nouveau record d'Asie.
- Jeux olympiques 2008 de Pékin (Chine) : 
  -  Médaille d'argent sur 4 × 100 m en 38 s 15